# Días de otoño
Días de otoño és una pel·lícula mexicana de l'any 1963 produïda per Clasa Films i dirigida per Roberto Gavaldón. Està basada en la novel·la "Frustration" de B. Traven.

## Argument
Luisa (Pina Pellicer) és una jove de província que arriba a la capital amb una carta de recomanació per a l'amo d'una pastisseria. Don Albino (Ignacio López Tarso) rep reticentment a la jove però aviat s'adona del seu gran talent per a la decoració de pastissos. Luisa acaba de perdre al seu únic familiar, una tia, qui va ser la que la va recomanar amb do Albí. A causa d'aquesta pèrdua i al seu caràcter intensament tímid, Luisa es retreu i evita el contacte amb les persones que li envolten, tant en el treball com en el seu nou domicili, localitzat en un veïnatge. Tots poden notar que Luisa sembla viure en un món de somnis i fantasies, que encara que completament innocents, l'abstreuen de la realitat solitària en què s'ha instal·lat.
Malgrat la seva manera sorruda, les companyes comencen a mostrar-li estima, el mateix que el seu patró, qui és un vidu amb dos fills menors. Luisa pren gran afecte pels hijitos de do Albí, però rebutja sistemàticament els intents d'aproximació d'ell. Pròximes les festivitats desembrines, les companyes de la pastisseria intenten que accepti una invitació de don Albino, i amb això els seus galantejos. Luisa, en veure's assetjada confessa que és pròxima a casar-se; evidentment, les companyes, que la coneixen, manifesten dubtar de l'afirmació. Luisa reacciona molesta i narra les circumstàncies en una sèrie de "flashbacks" sobre les seves trobades en les quals va conèixer al seu promès Carlos, -un xofer particular d'un enginyer- i el seu compromís matrimonial que haurà d'efectuar-se en quinze dies.
A Carlos el va conèixer de manera fugaç, però així i tot ella s'il·lusiona en gran manera, encara que era d'esperar-se que ell no la prengués de debò.
En arribar de dia de les noces, Luisa se les arregla per a evitar que cap dels seus coneguts assisteixi a la cerimònia; completament sola es presenta a l'església on ha quedat amb Carlos, però aviat és evident que el nuvi no s'ha presentat. Preocupada, Luisa demana ajuda al rector de l'església per a buscar per telèfon a Carlos a casa dels seus patrons. Quan s'aconsegueixen comunicar, la persona que contesta és el majordoma qui li aclareix que és la seva esposa des de fa tres anys, per la qual cosa en aquest moment ella s'adona de va ser víctima d'una falsa fantasia. Desolada, davant la mirada atònita dels seus veïns, torna a la seva casa —una vella i populós veïnatge— vestit de núvia i evidentment alterada. Luisa decideix llavors mudar-se d'aquí per a evitar majors mirades de compassió, comentaris mordaços i xiuxiuejos en el veïnatge.
Don Albino havia concedit a Luisa unes vacances perquè es casés, i quan Luisa torna a la pastisseria, fa creure a tots que efectivament s'ha casat; va on un fotògraf perquè li prenguin una fotografia amb el seu vestit de núvia, i arregla que agreguin, per mitjà de truc fotogràfic, una imatge de Carlos.
Luisa fingeix davant els seus companys que és intensament feliç, i fins i tot els confessa que està embarassada. A poc a poc do Albí i les companyes comencen a sospitar i a fer preguntes, a tots els sembla rar que Carlos mai hagi estat vist per ningú. Luisa esmenti dient que el seu marit va morir en un accident automobilístic. Després, en el seu cada vegada més fantasiosa imaginació, es convenç que tindrà al seu fill. Al final, Do Albí descobreix la veritat respecte a Luisa en veure-la passejant pel carrer, fingint que va de la mà amb la seva hijito. Do Albí la compadeix i decideix ajudar-la a tornar al món real.

## Repartiment
- Pina Pellicer.... Luisa
- Ignacio López Tarso....don Albino
- Evangelina Elizondo.... Rita
- Adriana Roel.... Alicia
- Luis Lomelí .... Carlos
- Graciela Döring.... empleada de la pastelería
- Hortensia Santoveña .... doctora
- Eva Calvo.... clienta de la pastisseria
- Guillermo Orea .... fotògraf
- Enrique García Álvarez .... capellà
- Ricardo Fuentes .... Mario, missatger de la pastisseria
- Joaquín Roche, Jr. .... Manuelito, fill de don Albino
- Juan Antonio Edwards.... fill de don Albino
- José Chávez Trowe .... taxista

## Premis
Ae li va atorgar un premi a Pina Pellicer al Festival Internacional de Cinema de Mar del Plata argentí per la seva actuació i en el Festival de Panamà va obtenir el premi a la fotografia per a Figueroa.
Aquest film ocupa el lloc 17 dins de la llista de les Les 100 millors pel·lícules mexicanes de la història, segons l'opinió de 27 crítics i especialistes del cinema a Mèxic, publicada pel portal Sector Cine al juny de 2020.